# Megachile nivescens
Megachile nivescens là một loài Hymenoptera trong họ Megachilidae. Loài này được W. F. Kirby mô tả khoa học năm 1900.